# St. Charles (Iowa)
St. Charles és una població dels Estats Units a l'estat d'Iowa. Segons el cens del 2000 tenia 619 habitants.

## Demografia
Segons el cens del 2000, St. Charles tenia 619 habitants, 246 habitatges, i 171 famílies. La densitat de població era de 426,8 habitants/km².
Dels 246 habitatges en un 37% hi vivien nens de menys de 18 anys, en un 60,2% hi vivien parelles casades, en un 8,1% dones solteres, i en un 30,1% no eren unitats familiars. En el 26,4% dels habitatges hi vivien persones soles l'11,8% de les quals corresponia a persones de 65 anys o més que vivien soles. El nombre mitjà de persones vivint en cada habitatge era de 2,52 i el nombre mitjà de persones que vivien en cada família era de 3,08.
Per edats la població es repartia de la següent manera: un 28,6% tenia menys de 18 anys, un 6,6% entre 18 i 24, un 32,3% entre 25 i 44, un 20,7% de 45 a 60 i un 11,8% 65 anys o més.
L'edat mediana era de 34 anys. Per cada 100 dones de 18 o més anys hi havia 91,3 homes.
La renda mediana per habitatge era de 42.333 $ i la renda mediana per família de 45.000 $. Els homes tenien una renda mediana de 31.667 $ mentre que les dones 24.792 $. La renda per capita de la població era de 18.708 $. Entorn del 3,6% de les famílies i el 4% de la població estaven per davall del llindar de pobresa.

## Poblacions més properes
El següent diagrama mostra les poblacions més properes.